# Ребекка Соломон
Ребе́кка Соломо́н (англ. Rebecca Solomon; 26 вересня 1832, Бішопсгейт, Лондон — 20 листопада 1886, Лондон) — англійська художниця.

## Біографія
Народилася в ортодоксальній єврейській сім'ї. Два її брати, Абрахам Соломон і Сімеон Соломон, також були художниками.
Ребекка вчилася малювати у свого старшого брата Абрахама, жанрового живописця, пізніше пішла в Школу рисунку Спіталфілд. У свій час вона була ученицею в майстерні Міллеса. Ребекка також була добре знайома з Едвардом Берн-Джонсом, навіть позувала йому для ряду картин.
У 1852 році художниця дебютувала на виставці Королівської Академії, де згодом експонувала свої роботи аж до 1869 року.
Художниця писала, головним чином, портрети, а також жанрові та історичні полотна, нерідко на християнську тематику. Її картини «Друзі в потребі», «Шкода праці любові», «Гувернантка», «Любовне послання» представляють собою типові, в тому числі і для прерафаелітів, жанрові ситуації, що містять в собі мораль.
Кінець життя Ребекки Соломон був трагічний. Глибоко переживаючи смерть старшого брата і крах репутації молодшого, вона стала пити і скінчила свої дні в будинку для божевільних.